# Mathias Ier de Nantes
Mathias Ier de Nantes comte de Nantes de 1038 à 1050/1051. Fils et successeur du comte Budic de Nantes.

## Biographie
L’évêque de Nantes Gauthier II met à profit le jeune âge du nouveau comte pour désigner comme successeur, son propre fils aîné, Budic qui avait fait ses études aux écoles de Saint-Martin-de-Tours et à qui il n’hésite pas à donner la consécration épiscopale. Gaultier envisageait de créer une dynastie épiscopale comme il en existait déjà à la même époque à Quimper et à Rennes. 
Lorsqu’à la mort de son père le 15 octobre 1041 l’évêque désigné, Budic veut prendre possession du siège épiscopal il rencontre de la part du comte Mathias Ier et de ses tuteurs une forte opposition qu’il réussit à circonvenir par des versements de fonds.
En 1049 l’évêque Budic est condamné au Concile de Reims par le Pape Léon IX pour népotisme et simonie et il doit abdiquer le 3 octobre 1049 pour être remplacé par le cardinal réformateur, Airard abbé de Saint-Paul-hors-les-Murs à Rome. Il meurt l’année suivante et le comte Mathias a priori sans héritier de son épouse nommée Ermengarde meurt deux ans plus tard. 
Profitant probablement du conflit opposant Conan II de Bretagne à son oncle Éon Ier de Penthièvre depuis 1047, Mathias entre en conflit dans le Rennais à la fin des années 1040. Il s'appuie ainsi sur son allié Briant Ier de Châteaubriant, qui combat notamment Robert Ier de Vitré dans les alentours de Marcillé en 1049 et 1050. Cette guerre pourrait expliquer l'intervention de Conan II dans le Nantais entre 1050 et 1054. Celui-ci tente ainsi de profiter de l'absence d'héritier direct pour s'emparer de Nantes mais la succession de Mathias est recueillie par sa tante Judith, épouse du comte Alain Canhiart de Cornouaille.

## Sources
- Chronique de Nantes sur Gallica, présentée et annotée par René Merlet.
- André Chédeville & Noël-Yves Tonnerre La Bretagne féodale XIe – XIIIe siècle. Ouest-France Université Rennes (1987)  (ISBN 2737300142).